# Warunek brzegowy Dirichleta
Warunek brzegowy Dirichleta – typ warunku brzegowego, znany także jako warunek pierwszego rodzaju, używanym w teorii równań różniczkowych zwyczajnych lub cząstkowych. Polega on na założeniu, że funkcja będąca rozwiązaniem danego problemu musi przyjmować określone, z góry zadane wartości na brzegu dziedziny. Nazwa pochodzi od matematyka P. Dirichleta (1805–1859).
Jeżeli dla równania różniczkowego (zwyczajnego lub cząstkowego) stawiamy warunek brzegowy Dirichleta (na całym brzegu), to mówimy o zagadnieniu (problemie) Dirichleta.

## Przykłady

### Równania różniczkowe zwyczajne
Dla równania różniczkowego zwyczajnego II rzędu:
{\displaystyle y''=f(x,y,y'),}
gdzie niewiadoma funkcja {\displaystyle y(x)} jest określona na dziedzinie {\displaystyle [a,\,b],} (formalnie: {\displaystyle y\in C^{2}([a,\,b])}), warunek brzegowy Dirichleta ma postać
{\displaystyle y(a)=y_{a},\ y(b)=y_{b},}
gdzie {\displaystyle y_{a}} oraz {\displaystyle y_{b}} są danymi liczbami.

### Równania różniczkowe cząstkowe
Typowym przykładem jest zagadnienie Dirichleta dla równania Laplace’a. Dany jest obszar {\displaystyle \Omega \subset \mathbb {R} ^{n}.} Szukamy rozwiązania {\displaystyle u:{\bar {\Omega }}\to \mathbb {R} ,} które jest ciągłe w domknięciu {\displaystyle {\bar {\Omega }},} klasy {\displaystyle C^{2}} w {\displaystyle \Omega ,} spełnia równanie
{\displaystyle \Delta u=0,}
gdzie {\displaystyle \Delta } oznacza operator Laplace’a (laplasjan) oraz warunek brzegowy
{\displaystyle u(x)=f(x)\quad \forall x\in \partial \Omega ,}
gdzie {\displaystyle f} jest daną funkcją określoną na brzegu, {\displaystyle f:\partial \Omega \to \mathbb {R} .}
Zazwyczaj obie relacje (równanie i warunek brzegowy) zapisuje się w standardowej notacji matematycznej w jednym miejscu, często dodając klamry, aby podkreślić, że obie zależności muszą być spełnione:
{\displaystyle {\begin{cases}\Delta u=0&\quad {\text{na}}\;\Omega ,\\u=f&\quad {\text{w}}\;\partial \Omega .\end{cases}}}

### Zastosowania
Warunki brzegowe pełnią ważną rolę w opisie zjawisk fizycznych. Wybór warunków zależy od sposobu prowadzenia doświadczenia i kontroli jego parametrów.
- Na przykład przy opisie zjawisk rozchodzenie się „ciepła” (ściślej należałoby mówić o transporcie energii wewnętrznej) przyjęcie warunku brzegowego Dirichleta oznacza, że kontrolujemy temperaturę na brzegu obiektu (jest on w kontakcie z rezerwuarem „ciepła” na tyle dużym, że jego temperatura jest stała, a brzeg na tyle dobrze przewodzi, że na nim jest ta sama temperatura).
- W elektrostatyce, gdzie często szukaną funkcją jest potencjał elektryczny {\displaystyle \phi ,} warunek Dirichleta oznacza taką sytuację doświadczalną, w której potencjały są zadane (np. na powierzchni przewodnika)[3].
- W teorii sprężystości warunek Dirichleta oznacza jakie jest przemieszczenie na brzegu. Na przykład belka zamocowana na brzegu będzie miała ustaloną pozycję dla punktów brzegowych.
- W mechanice płynów często przyjmuje się, że na brzegu cząsteczki cieczy się nie poruszają (warunek no-slip). Dla cieczy lepkiej podczas przepływu, na powierzchni ciała stałego płyn ma zerową prędkość względem tego brzegu, {\displaystyle v_{\partial \Omega }=0.}

## Inne warunki brzegowe
Możliwe są inne warunki na brzegu, na przykład warunek brzegowy Cauche'ego (jest to raczej warunek początkowy, ale z punktu widzenia ogólnej teorii warunków brzegowych rozróżnienie na warunki początkowe i brzegowe jest tylko wygodną konwencją. Warunki początkowe są specjalnymi warunkami brzegowymi, ale w zagadnieniach, w których występuje czas) czy warunek brzegowy Neumanna.